# Moodle
Moodle (abrevierea de la englezescul Modular Object-Oriented Dynamic Learning Environment) este un software liber și Open source de învățare, cunoscut de asemenea și ca un Sistem de Management al Cursului, Sistem de Management al Învățării sau ca un Spațiu de Învățare Virtual. Din octombrie 2010 are o bază de 49953 utilizatori înregistrați și site-uri verificate și servește 37 de milioane de utilizatori în 3,7 milioane de cursuri.
Moodle este o platformă de învățare (e-learning) dezvoltată inițial de Martin Dougiamas pentru a ajuta profesorii să creeze cursuri online care să fie focusate pe interacțiune și construirea colaborativă a conținutului educațional, care este în continuă dezvoltare.
Proiectul Moodle comprimă câteva elemente distincte dar care se află într-o legătură, precum:
- Software-ul Moodle.

- Moodle Pty Ltd (cunoscută de asemenea și ca Sediul Moodle sau Trustul Moodle, cu sediul în Perth, Australia de Vest), o companie Australiană care efectuează majoritatea dezvoltării nucleului platformei Moodle.

- Comunitatea Moodle, o rețea liberă cu peste un milion de utilizatori înregistrați care interacționează prin intermediul comunității site-ului Moodle pentru a împărtăși idei, coduri, informații și suport gratuit. Această comunitate include de asemenea un număr mare de dezvoltatori, care datorită licenței de tip open source (sursă deschisă) și designului modular, pot să creeze module suplimentare și funcționalități. Asta a permis ca Moodle să devină un adevărat proiect global de colaborare în domeniul de aplicare.

- Rețeaua partenerilor Moodle, care formează partea comercială al mediului Moodle și care asigură cea mai mare parte din bani pentru finanțarea Moodle Pty Ltd.

## Caracteristici
Moodle are mai multe caracteristici considerate tipice pentru o platformă educațională plus ceva inovații originale (cum ar fi sistemul său de filtrare). Moodle este foarte asemănător cu un sistem de management al învățării. Moodle poate fi utilizat în multe tipuri de medii ca de exemplu: în mediul educațional, pentru formare și dezvoltare, în mediul afacerilor.
Dezvoltatorii pot extinde construcția modulară al platformei Moodle prin crearea de noi plugin-uri care au funcții specifice. Infrastructura Moodle suportă multe tipuri de plugin-uri:
- activități (inclusiv jocuri de cuvinte și de numere)
- tipuri de resurse
- tipuri de întrebări (cu răspunsuri multiple, adevărat sau fals, „completați spațiul liber”)
- teme grafice
- metode de autentificare (poate solicita nume de utilizator și parolă de acces)
- metode de înscriere
- filtre de conținut

Multe plugin-uri ale terțelor sunt disponibile gratuit și se folosesc de această infrastructură..
Utilizatorii Moodle pot folosi PHP pentru a dezvolta și contribui module noi. Platforma Moodle a fost dezvoltată de programatorii open-source. Ei au contribuit la dezvoltarea rapidă și la rezolvarea problemelor neprevăzute.
În mod implicit Moodle include librăria TCPDF, care permite generarea de PDF-uri.

## Punerea în funcțiune
Utilizatorii pot instala Moodle pornind de la codul sursă, dar acest lucru necesită mai multă  competență tehnică decât alte metode automate cum ar fi instalarea dintr-un pachet Debian, folosirea unui appliance TurnKey Moodle gata de utilizare, sau folosind instalatorul Bitnami.
Unii furmizori de găzduire web gratuită pentru Moodle permit profesorilor să creeze cursuri online bazate pe Moodle fără a avea cunoștințe de instalare sau de utilizare a serverelor. Unii furnizorii de găzduire plătită pentru Moodle oferă servicii cu valoare adăugată precum personalizarea și dezvoltarea conținutului.

## Interoperabilitate
Moodle rulează fără modificări în Unix, Linux, FreeBSD, Windows, Mac OS X, NetWare și orice alt sistem care suportă PHP și o bază de date.
Informațiile merg într-o singură bază de date. Versiunea Moodle 1.6 putea utiliza MySQL sau PostgreSQL. Versiunea 1.7, realizată în noiembrie 2006, folosește pe deplin abstracția de la baza de date, astfel instalatorul poate alege una dintre multele tipuri de serverele de baze de date cum ar fi Oracle și Microsoft SQL Server.
Sistemul e-learning poate avea multe dimensiuni de interoperabilitate. Caracteristicile de interoperabilitate al Moodle includ:
- autentificare, folosind LDAP, Shibboleth, sau alte metode standard (ex. IMAP)
- înscriere, folosind IMS Enterprise, printre alte metode standard sau prin interacțiunea directă cu o bază de date externă.
- chestionare sau întrebări quiz, importul/exportul într-un număr de formate: GIFT (formatul propriu Moodle), IMS QTI, XML sau XHTML. Moodle permite *diferite feluri de întrebări: calcule, descrieri, eseuri, potriviri, răspunsuri încorporate, alegeri multiple, răspunsuri scurte, răspunsuri numerice, potrivire de răspunsuri scurte așezate la întâmplare, adevărat/fals.
- resurse, folosind împachetarea de conținut IMS, SCORM, AICC (CBT), LAMS.
- integrare, cu alte sisteme de administrare a conținutului ca și Drupal sau Postnuke.
- sindicalizare, folosind RSS sau agregatorul Atom - feed-urile externe pot fi afișate în cursuri, pe forumuri, bloguri, etc.

Moodle, de asemenea are funcționalități de importare din alte sisteme specifice, cum ar fi importarea chestionarelor sau a întregilor cursuri din sistemele Blackboard sau WebCT. Cu toate acestea, aceste funcționalități nu sunt perfecte.

## Istoric

### Originea
Martin Dougiamas, care are studii superioare în informatică și educație, a scris prima versiune Moodle. Dougiamas a început să examineze în timpul doctoratului utilizarea aplicațiilor open-source pentru a suporta o epistemologie constructivistă și socială a predării și a învățării în cadrul comunităților online. Deși este dificil de arătat exact cum constructivismul social face Moodle-ul diferit de alte platforme e-learning, acesta a fost citat ca un factor important de către utilizatorii Moodle. Alți utilizatorii Moodle cum ar fi Open University din Marea Britanie, au arătat că Sistemele de Gestionare a Învățării pot fi văzute ca fiind ”relativ neutre din punct de vedere pedagogic”.

### Abordări pedagogice
Filosofia declarată a sistemului Moodle include un constructivism și o abordare social constructivistă în ceea ce privește educația, subliniind că cei care învață (și nu doar profesorii) pot contribui la o experiență educațională.

### Originea numelui
Acronimul Moodle vine din englezescul Modular Object-Oriented Dynamic Learning Environment ceea ce înseamnă ”mediu de învățare modular, orientat pe obiect și dinamic” (în primii ani ”M” provenea de la ”Martin” de la numele Martin Dougiamas). În afara faptului că este un acronim, numele a fost ales și din cauza definiției dată de dicționar cuvântului Moodle, și pentru a corespunde unui nume de domeniu disponibil.
”Moodle” este o marcă înregistrată Martin Dougiamas în multe țări de pe glob. Doar partenerii Moodle pot folosi legal marca pentru a face publicitate oricăror servicii legate de Moodle, cum ar fi găzduire, personalizare, formare, etc.

## Statisticile și cota de piață Moodle
- În 5 octombrie 2010 Moodle a avut o bază de date de 49.952 site-uri înregistrate cu 36.920.681 de utilizatori și 3.732.772 de cursuri în 210 țări, tradus în mai mult de 75 de limbi.[11]

- Site-ul cu cei mai mulți utilizatori, moodle.org , cuprinde 63 de cursuri și 838.109 utilizatori. În urma unei investiții de 5 milioane de lire în 2005, Open University din Marea Britanie a devenit al doilea cel mai mare utilizator Moodle, cu 607.536 utilizatori înregistrați și 4.731 cursuri. O listă cuprinzătoare cu topul primelor 10 site-uri Moodle (de cursuri și de utilizatori) este menținută pe moodle.org.[12]

- În Argentina, Moodle este folosit pe scară largă de Universitatea din Buenos Aires[13][14], Universitatea Națională Córdoba[15], Universitatea Națională Salta[16] și Universitatea Sant Andrés.[17]

- În Australia, Moodle este utilizat de cele mai mari universități inclusiv Universitatea Naționlă Australiană, Universitatea Centrală Queensland, Universitatea Camberra, UniSA, Universitatea New South Wales, și Universitatea Southen Queensland și este pe curs de instalare în Universitatea La Tobe (2011), Universitatea Ballart, Universitatea New England (2011), Universitatea Monash (2012) și Universitatea Macquarie (2012). De asemenea Moodle este folosit și de cele mai mari institute de pregătire vocațională precum Teritoriul Capital Australian, Institutul de Tehnologie Camberra. În statele din Australia de Sud mai mult de 250 de școli publice au garantat accesul la platforma Moodle cu gestionare centralizată și găzduire web externă.[18]

- În India, Moodle se utilizează în Colegiul de Inginerie Baba Banda Bahadur, Fatehgarh Sahib, Institutul Indian de Gestionare Caluctta (IMMC), Institutul Indian de Gestionare Bangalore (IMMB), Universitatea Goa, Universitatea Creștină, Goa, Institutul Indian de Tehnologie Madres (IITM), Institutul Indian de Tehnologie, Bombay și în campusurile BITS Pilani.

- În Regatul Arabiei Saudite, Departamentul de Engleză de la Universitatea Umm al-Qura a început să folosească Moodle în 2003, o versiune proprietară a dr. Ali Aburessh pe adresa makkahelearning.org.

- În Pakistan, Departamentul de Matematică al LUMS utilizează Moodle.

- În Filipine, Departamentul de Științe al Universității Xavier- Ateneul Cagayan folosește Moodle.[19]

- În Marea Britanie Universitatea din Birmingham folosește Moodle, încă din 2004, la nivelul întregii universități, ca mediu de învățare virtual. Universitatea Robert Gordon din Aberdeen a adoptat Moodle în 2007 pentru toate programele sale de predare, fiind utilizat de peste 12.790  studenți.[20] Recent a fost adoptat și de Universitatea din Londra[21], Universitatea din Kent[22], Universitatea Strathclyde, Școala Economică din Londra și Universitatea din St. Andrews, înlocuind WebCT. Colegiul Randolph a implementat Moodle ca și un sistem de gestionare a cursurilor în vara anului 2010. Universitatea Exeter a migrat de asemenea de la WebCT la Moodle în 2010.[23] Universitatea York folosește de asemenea Moodle pentru predarea cursurilor de matematică și Universitatea Bath utilizează Moodle ca și o resursă online pentru toate cursurile predate acolo.

- În Emiratele Arabe Unite, Universitatea de Științe și Tehnologie Ajman (AUST) a adoptat Moodle în 2007. AUST este unul dintre primele și unul dintre cei mai mari utilizatori Moodle din Emiratele Arabe Unite, servind mai mult de 5.000 de utilizatori la aproximativ 500 de cursuri. Planul pentru viitor este de a servi 10.000 de utilizatori și aproximativ 1.000 de cursuri până la sfârșitul anului 2011.

- În Statele Unite ale Americii, Universitatea de Stat Louisiana, Universitatea de Tehnologie Louisiana, Universitatea Lehigh, Școala Bryn Mawr, Școala Pingry și Școala Gilman folosesc Moodle în scopuri instructive.[24]

- În Canada, Universitatea Vancouver Island, Universitatea din Québec din Montréal, Universitatea St Thomas, Universitatea Concordia, Universitatea Mount Allison și Universitatea Reginei folosesc Moodle pentru majoritatea cursurilor.[25]

- În România, Moodle este folosit de către Universitatea Babeș-Bolyai din Cluj-Napoca[26], de Universitatea Națională de Știință și Tehnologie Politehnica București și de Colegiul National "Elena Ghiba Birta" din Arad

## Dezvoltare
Moodle a continuat să evolueze din 1999 (din 2001 cu arhitectura curentă). Versiunea curentă este 2.0 și a fost lansată în noiembrie 2010. A fost tradusă în 82 de limbi. În varianta 1.5 au fost făcute îmbunătățiri majore în ceea ce privește accesibilitatea și flexibilitatea afișării. 
Fără a trebui să cumpere licență, o instituție poate adăuga oricâte servere Moodle are nevoie. Open University din Marea Britanie lucrează în prezent la o instalare Moodle pentru cei 200.000 de utilizatori înscriși.
Dezvoltarea Moodle continuă ca un proiect de software liber, gratuit și open-source,  sprijinit de un grup de programatori și de o comunitate internațională de utilizatori, bazându-se pe contribuțiile postate online pe site-ul comunitar Moodle, care încurajează dezbaterea și invită la critică.
Utilizatori pot distribui și modifica soft-ul, sub termenii Licenței Publice Generale GNU (GNU General Public Licence), versiunea 2 sau orice altă versiune mai nouă.

## Certificare
Din 2006 există o certificare oficială disponibilă pentru profesori pentru a folosi Moodle. Numit inițial  Certificatul Profesorului Moodle (în engleză Moodle Teacher Certificate – MTC) a fost redenumit în 2008 ca Certificatul pentru Creatorul de Curs Moodle (în engleză Moodle Course Creator Certificate- MCCC)
MCCC este disponibil doar pentru partenerii Moodle, prin Centrul de Certificare de Servicii (în engleză Central Certification Service). MCCC pentru versiunea Moodle 2.0 o să fie disponibil începând cu prima parte a anului 2011. 
În prezent sunt în desfășurare discuții referitoare la Certificatul Oficial de Administratori Moodle (în engleză Moodle Administrators Certificate).